# Nathan Steinberger
Nathan Steinberger (geboren am 16. Juli 1910 in Berlin; gestorben am 26. Februar 2005 ebenda) war ein deutscher kommunistischer Wirtschaftswissenschaftler.

## Leben
Nathan Naphtali Steinberger wurde 1910 in eine arme jüdisch-orthodoxe Familie in Berlin geboren. 1928 machte er das Abitur am Kaiser-Friedrich-Realgymnasium Berlin-Neukölln. Mit 14 Jahren wurde er Mitglied des Kommunistischen Jugendverbands und beteiligte sich am Aufbau der Kommunistischen Pennälerfraktion und des Sozialistischen Schülerbunds. 1927 wurde er mitsamt seiner Ortsgruppe aus dem Kommunistischen Jugendverband ausgeschlossen, da diese Karl Korsch nahestand. Zwei Jahre später trat er der KPD bei.
Steinberger begann 1929 ein Studium der Medizin, wechselte aber zur Nationalökonomie und spezialisierte sich auf Agrarwissenschaft. 1932 erhielt er die Möglichkeit am Institut für Agrarwissenschaft der Kommunistischen Internationale in Moskau als Assistent von Karl August  Wittfogel zu arbeiten. Gegen den Rat seines Freundes Arthur Rosenberg nahm er diese Gelegenheit wahr. Nach der Machtergreifung der Nationalsozialisten wurde die Rückkehr nach Deutschland unmöglich. 1934 wurde ihm die deutsche Staatsbürgerschaft aberkannt. 1935 promovierte er in Moskau mit Untersuchungen zur Agrarpolitik des Nationalsozialismus. 1936 erhielt er die Staatsbürgerschaft der UdSSR. Zu Zeiten des Großen Terrors wurde Steinberger im April 1937, seine Frau Edith (geboren am 21. Juni 1908; gestorben 2001 in Berlin) 1941 verhaftet. Nathan Steinberger wurde zu Lagerhaft in Kolyma verurteilt (bis 1946). Seine Frau war bis 1946 in Mittelasien im Lager in Karaganda in Kasachstan. Sie erhielt 1952 die Erlaubnis zu ihrem Mann nach Kolyma/Sibirien zu ziehen. Erst nach Stalins Tod wurden beide 1955 (nichtöffentlich) rehabilitiert, konnten nach Deutschland zurückkehren und siedelten in die DDR über, deren Staatsbürgerschaft Steinberger 1956 erhielt. Im gleichen Jahr wurde seine Parteimitgliedschaft (jetzt in der SED) wiederhergestellt. Unmittelbar nach seiner Rückkehr trat er der Jüdischen Gemeinde Berlin bei.
Ein Bruder Steinbergers wurde in der Zeit des Nationalsozialismus ermordet, ein zweiter überlebte in Brüssel.
In der DDR arbeitete Steinberger auf Vermittlung durch Grete Wittkowski zunächst bei der Staatlichen Plankommission. 1960 wurde er Ökonomie-Professor an der LPG-Hochschule Meißen, in Potsdam und 1963 an der Hochschule für Ökonomie in Berlin-Karlshorst. Nach seiner Emeritierung sprach er auf Einladung von Heinrich Fink an der Humboldt-Universität vor Studenten, auch über seine Lagerhaft in der Sowjetunion. Am Ziel eines freiheitlichen, nicht stalinistischen Sozialismus hielt er zeitlebens fest. Als Ausgangspunkt des Stalinschen Terrors sah er die Vernichtung der Bauern im Zuge der „Entkulakisierung“ und Zwangskollektivierung. Zu seinen Vertrauten in der DDR zählten Fritz Behrens und Ernst Engelberg. Er stand im engen Kontakt mit Ernest Mandel, der in die DDR nicht einreisen durfte.
Als er 1998 anlässlich des Todes des verstorbenen Historikers Wadim Rogowin an seiner alten Wirkungsstätte sprechen wollte, wurde dies von der Studentenvertretung (RefRat) abgelehnt. Steinberger protestierte in einem offenen Brief gegen das „moralisch widerlichen und skandalösen Auftreten“ des RefRat das die „demonstrative Billigung der Ermordung der bedeutendsten Widerstandskämpfer gegen das Stalinregime“, Leo Trotzki, beinhaltete.

## Publikationen
- Die Agrarpolitik des Nationalsozialismus. Dietz Berlin, 1960. Moskauer Dissertation 1935.
- (Als Mit-Hrsg.): Edwin Hoernle – ein Leben für die Bauernbefreiung. Berlin 1965.
- Berlin – Moskau – Kolyma und zurück. Ein biographisches Gespräch über Stalinismus und Antisemitismus mit Barbara Broggini. Ed. ID-Archiv, Berlin/Amsterdam 1996, ISBN 3-89408-053-1.